# Doura Europos
Le site archéologique de Doura Europos, appelé maintenant Europos-Doura, proche du village de Salhieh (en arabe : al-ṣālḥya, الصالحية), est situé à l'extrême est de la Syrie sur le moyen Euphrate, à 24 kilomètres au nord du site archéologique de Mari et à 35 kilomètres de la frontière irakienne. Des peintures murales y ont été découvertes le 30 mars 1920 par un corps expéditionnaire britannique dirigé par le capitaine Murphy, qui cherchait un refuge, pressé par les troupes de Fayçal Ier d'Irak . Par la suite, le site a été appelé par Michel Rostovtzeff, la « Pompéi du désert ». La synagogue de Doura Europos est probablement le monument le plus publié de ce site.

## Histoire

### À l'époque hellénistique
Europos  est une colonie macédonienne fondée vers 300 av. J.-C. par Séleucos Ier, un des généraux d'Alexandre le Grand devenu basileus (roi) de l'Asie, depuis l'Anatolie jusqu'à l'Inde. Cette colonie militaire était située sur un emplacement stratégique précédemment occupé par les Assyriens, comme le prouve la découverte d'une tablette dans le temple d'Atargatis. Europos était le nom du village natal de Séleucos Ier en Macédoine. Le terme « Doura » qui lui a été accolé par la suite signifie « forteresse » dans les anciennes langues sémitiques. La ville primitive, simple camp militaire avec son rempart au bord de l'Euphrate, incluait une zone habitée sans plan régulier, dans la partie basse et l'échancrure du plateau. Au moment de la fondation de cette colonie, des lots de terre (en grec ancien : κλήρος) furent distribués par le roi à des vétérans grecs, les clérouques, majoritairement macédoniens. Dès le IIIe siècle av. J.-C., Doura Europos possède des ateliers monétaires royaux, mais n'a pratiquement jamais battu monnaie, l'essentiel de la monnaie en circulation provenant de l'atelier d'Antioche.
La création de la ville d’Europos est le résultat d’une extension dite volontaire de la colonie militaire. Ce processus n’est pas un cas isolé, beaucoup de villes ont connu le même sort ; par exemple la ville d’Antioche a elle-même connu plusieurs agrandissements successifs.
Telle qu'on la découvre aujourd'hui, la ville est installée sur un plateau surplombant l'Euphrate d'une quarantaine de mètres, elle est bordée au nord et au sud par deux ravins (ouadis) et protégée à l'ouest par de puissantes fortifications. Elle s'étend sur 75 hectares à l'intérieur des remparts. Elle est construite autour d’une vaste agora, selon un urbanisme hippodamien. Mais les fortifications en pierre n'ont été érigées que plus tard, au milieu du IIe siècle, et rapidement achevées par crainte d'une invasion parthe. Elles traduisent une extension plus récente de la ville, à laquelle on donne alors un ordonnancement régulier, avec une rue principale dans l'axe de la Porte de Palmyre et un espace réservé pour l'agora.
Ses institutions sont grecques : elle est dotée d'une boulè (un sénat urbain), d'un gouverneur portant le titre de « stratège et épistate de la cité » qui appartient toujours à la même famille jusqu'au temps des Sévères.
L’art témoigne vite de l’apport d’éléments orientaux. La ville compte le palais du stratège, et le palais de la citadelle, cinq bains, des résidences luxueuses, un amphithéâtre, et un odéon-bouleutérion, situé dans le sanctuaire d'Artémis.
Entre 116 et 110 av. J.-C., la ville cesse d'être sous domination grecque et tombe aux mains des Parthes arsacides ; elle connaît alors sa plus grande extension. Elle devient une cité cosmopolite où, à la population d'origine grecque, se mêlent des Iraniens et des Sémites. Mais pendant les trois siècles qui vont suivre, de 113 av. J.-C. jusqu'à l'annexion de la Syrie par Rome, Doura Europos ne perd pas ses traits grecs.

### Sous l'Empire romain
Entre 114 et 116, l’empereur Trajan occupe une première fois la ville : la IIIe légion Cyrenaica érige un arc triomphal à l'ouest de la Porte de Palmyre. Les Romains reviennent en 165 et assiègent Doura Europos tenue par les Parthes ; ils reviennent de nouveau en 170. Ils vont utiliser la ville comme point de départ de la conquête des territoires d'Osroène et comme poste avancé pour des expéditions contre l'empire des Parthes et leur capitale Séleucie du Tigre en 199. La cité devient un poste frontière du royaume de Palmyre. L'importance militaire du site se confirme vers 209-216 : la partie nord du site est occupée par un camp romain, isolé par un mur de briques ; les soldats logent en partie chez l'habitant, entre autres dans la Maison dite des scribes; les Romains édifient le palais du commandant de la région militaire, le palais du dux ripae au bord de la falaise ; la ville compte alors plusieurs sanctuaires : à côté des temples dédiés aux dieux grecs (Zeus Megistos et Artémis), on trouve des sanctuaires dédiés à Mithra, aux dieux palmyréniens et à des divinités locales (Aphlad, Azzanathkôna) datant du Ier siècle apr. J.-C. ; en 216, un petit amphithéâtre, est construit pour les soldats dans le quartier militaire, tandis que la nouvelle synagogue, achevée en 244, et la maison des chrétiens sont embellies d'importantes fresques dont les personnages portent tuniques romaines, caftans et pantalons parthes ; ces peintures qui couvrent tous les murs témoignent de la richesse de la communauté juive. La population de Doura Europos, à raison de 450 à 650 maisons groupées à huit par îlot, est estimée à environ 5 000 habitants au maximum.
Vers 256, la ville est prise par les Sassanides dirigés par Shapour Ier qui déporte toute la population. Le site ne sera pas réoccupé par la suite et la ville tombe alors définitivement dans l'oubli, ce qui a permis la conservation du site archéologique.

## Éléments archéologiques

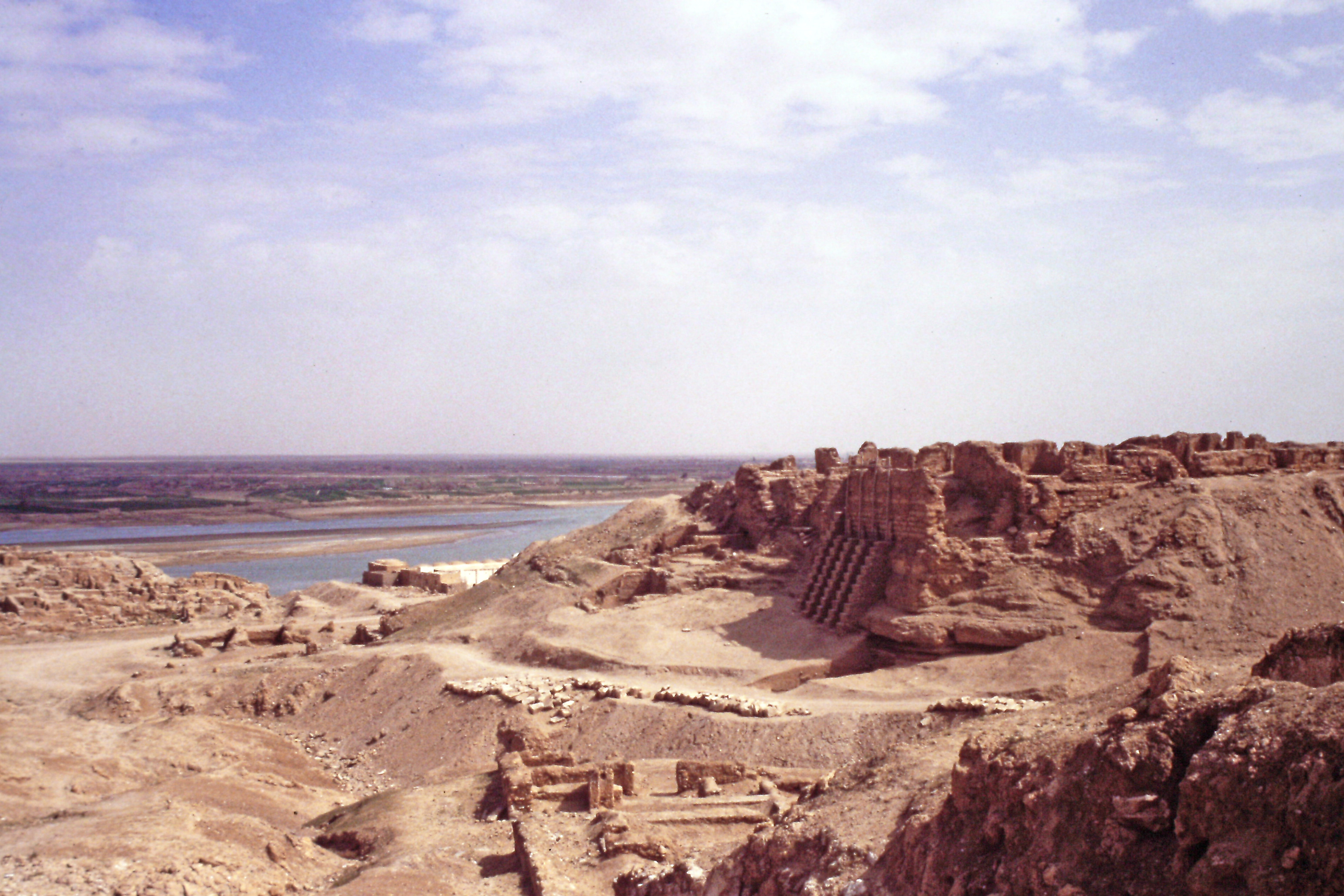
Vue sur les fouilles et l'Euphrate.

La cité a été fouillée en 1922 et 1923 par l'armée française sous la direction de Franz Cumont, et de 1928 à 1937 par une équipe franco-américaine dirigée par Michel Rostovtzeff. La plupart des vestiges actuellement visibles sur le site datent de l'époque romaine. Depuis 1986, la Mission franco-syrienne d'Europos-Doura (MFSED), dirigée par Pierre Leriche, directeur de recherche au CNRS, a repris la fouille sur le site. Outre les fouilles archéologiques, la mission mène une politique de conservation, de mise en valeur et de présentation du site. Dans ce cadre, la mise en œuvre de la première phase du programme de restauration de la façade du Palais du Stratège est confié en 1993 à Pascal Royère, architecte de formation. Le site comporte désormais une salle d'exposition installée dans des « Maisons romaines » reconstruites à l'identique selon les techniques de construction utilisées dans l'Antiquité. La ville a une architecture typiquement hellénistique avec des rues se coupant à angle droit et départageant des îlots d'habitations et des édifices publics. Le site a gardé ses remparts de grande taille qui surplombent la rive droite de l'Euphrate et offrent un admirable point de vue sur la plaine de Mésopotamie.
Le site renferme de nombreux édifices religieux liés à différentes religions, ce qui laisse entrevoir une multiplicité ethnique : Gréco-Macédoniens, Syro-Babyloniens, Palmyréniens, Araméens, Romains. On dénombre quinze temples polythéistes, un mithraeum, une maison chrétienne (Domus ecclesiae de Doura-Europos) et la synagogue de Doura Europos comportant d'importantes peintures murales datant de 243 et conservées au musée de Damas. La maison chrétienne comporte une salle de prière et un baptistère datant du milieu du IIIe siècle, dont la structure est celle d'une maison douréenne. Il s'agit là d'une des premières expériences des mouvances ecclésiales se formant dans de riches demeures[réf. nécessaire].
Durant la guerre civile, la région a été le théâtre de combats et le site a été extensivement pillé comme le montrent les images satellite. La région est depuis la mi-2014 sous le contrôle du groupe État islamique.

## Architecture de la ville
Les fouilles extensives conduites par la mission américano-française ont servi à dégager l'état final de la ville. Cette dernière se présentait avec les apparences d'une cité orientale d'époque romaine. Cependant, Franz Cumont, avec les fouilles de 1926, précise et dégage le fait que les caractéristiques fondamentales de la cité étaient hellénistiques.
D'une part par son caractère très défensif avec sa citadelle, puissante et isolée de la ville et dominant le fleuve, ses remparts urbains épousant presque parfaitement la forme de la falaise qui se situe à l’est, et par la présence de deux ravins qui encadrent la cité au nord et au sud. D'autre part par son organisation interne caractéristique de l'urbanisme hippodamien, fondé sur la répartition de l’espace en îlots identiques .
Rostovtzeff va argumenter le fait que cette cité était bien hellénistique avec notamment la présence du vaste agora (inachevée), situé au cœur de la ville. Mais également par la présence d'un palais édifié dans la citadelle,  d'un deuxième palais, nommé strategeion, de cinq thermes, de nombreuses maisons et boutiques, et surtout de deux temples majeurs, consacrés l’un à Zeus Megistros et l’autre à Artémis.
Les travaux et rapports d’opération fait par ces deux missions ont permis d’établir un plan hypothétique de la cité de Doura-Europos. Dans celui-ci se retrouve le principe hippodamien, mais il est également très proche du plan d’une autre cité, celle de Priène. Ce plan prend surtout forme grâce aux travaux de Rostovtzeff
Les travaux d'Armin von Gerkan ont relevé le fait que le rempart occidental comportait une portion de maçonnerie de brique crue sur socle de pierre. Ils nous permettent d’affirmer que la totalité de l’enceinte a été faite lors de la période hellénistique, puisque cette technique de fabrication était très répandue à l’époque hellénistique dans la construction des remparts. Et plus tard les Parthes auraient remplacé l’élévation du rempart en briques crue par un appareil de pierres de taille.

## Le patrimoine de la cité d'Europos-Doura
Depuis 1986, la MFSED (Mission franco-syrienne d’Europos-Doura) a obtenu la fermeture du site concernant les véhicules, et a même obtenu la nomination de gardiens. L’ancienne cité hellénistique devient une large zone de protection surtout pour pouvoir préserver la nécropole antique et son milieu naturel qui demeurent tous deux intacts.
De nombreux monuments anciennement fouillés deviennent interdits pour leur protection. Cependant, d’autres secteurs de fouille ont été ouverts, notamment sur la rue principale, la zone proche du fleuve et le rempart nord. Les nouvelles données obtenues permettent d’enrichir les anciens rapports de fouilles, parfois de rectifier certaines hypothèses, ou alors d’en rendre d’autres encore plus valides . C’est notamment le cas pour le plan d’Europos Doura que proposait Rostovtzeff.
L’analyse assez importante et précise des techniques de construction antique ont permis de restaurer certaines parties du site avec les techniques d’origine.

## Galeries photographiques

### Le site

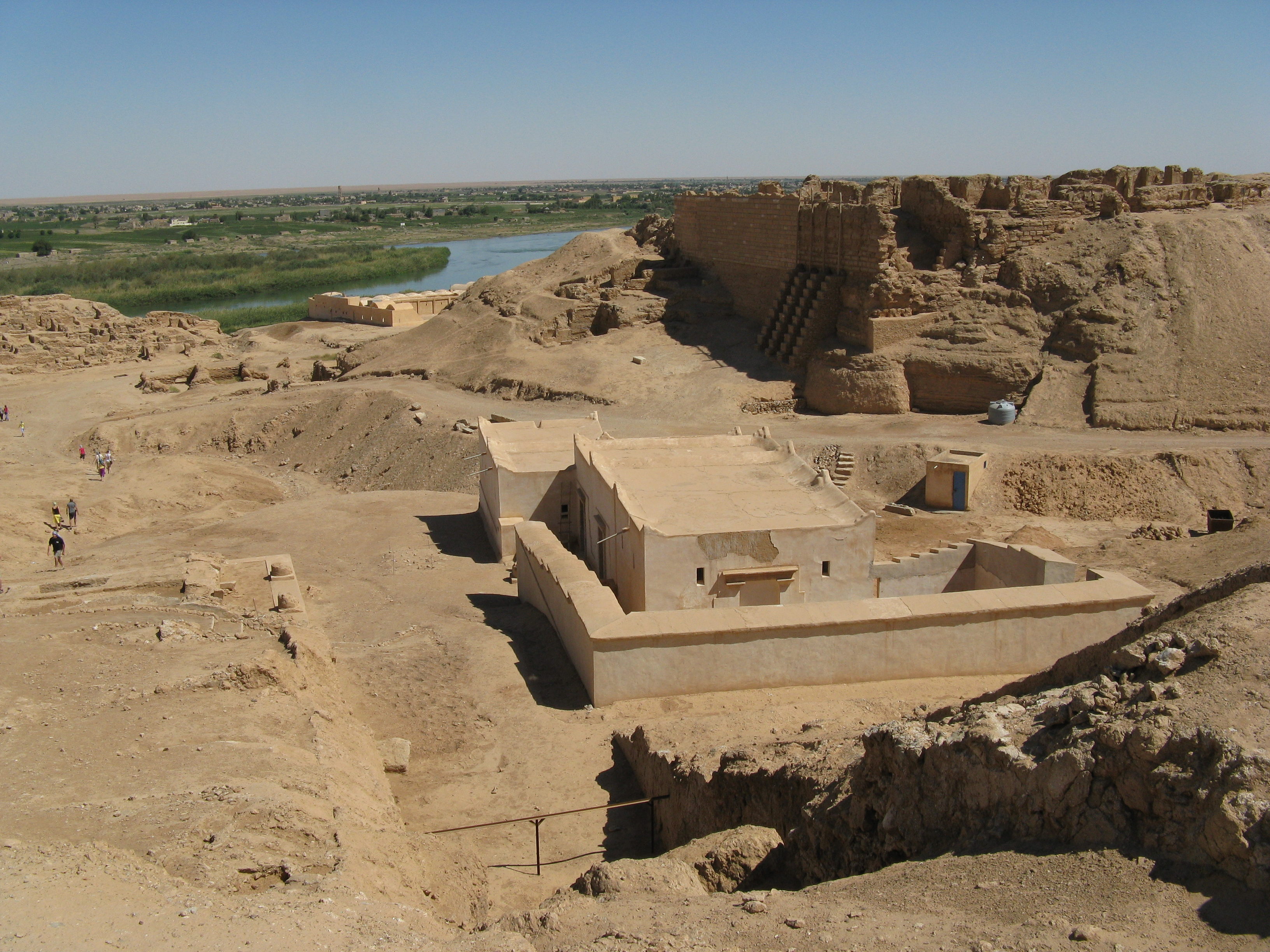
Panorama
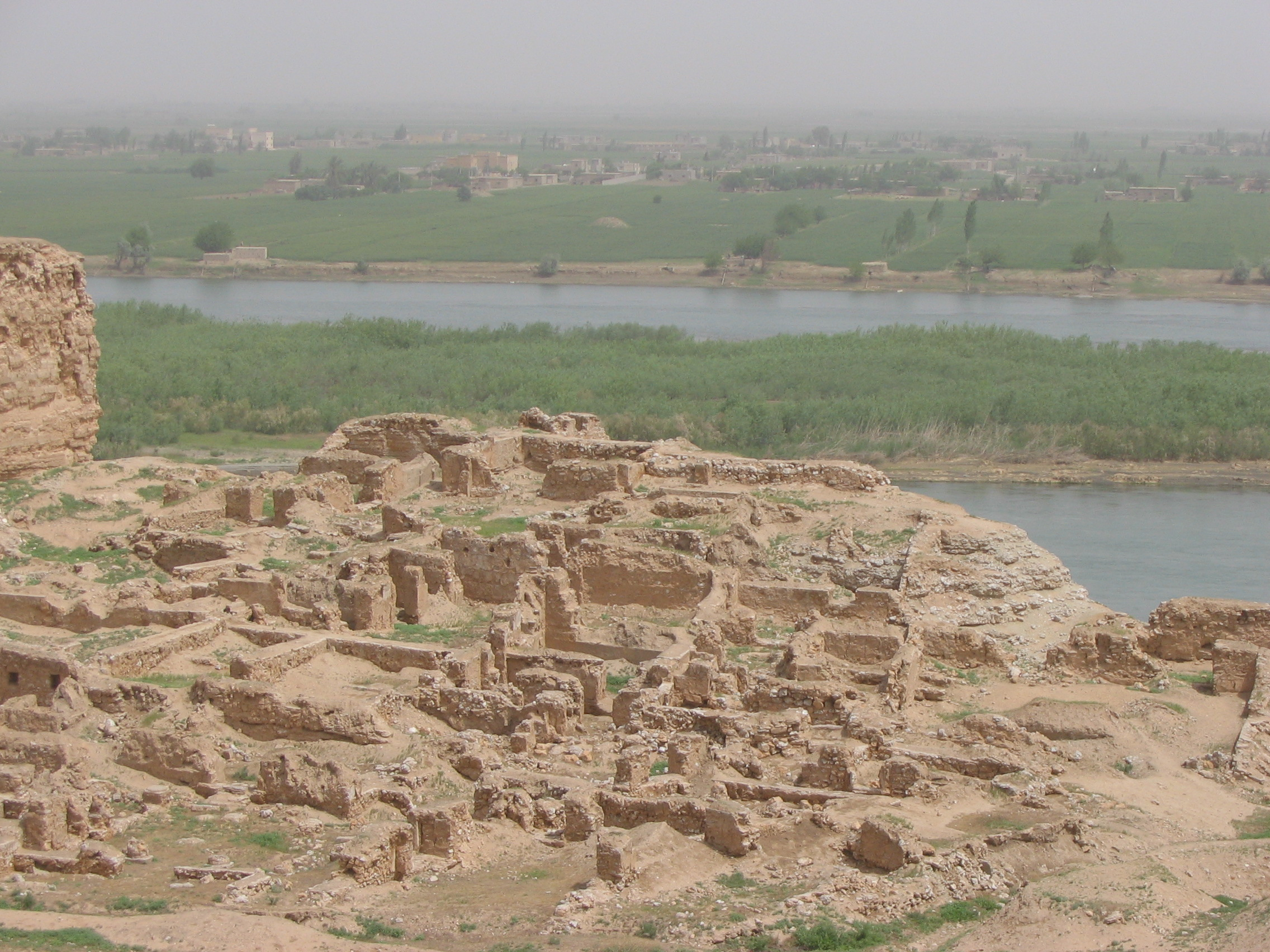
Panorama
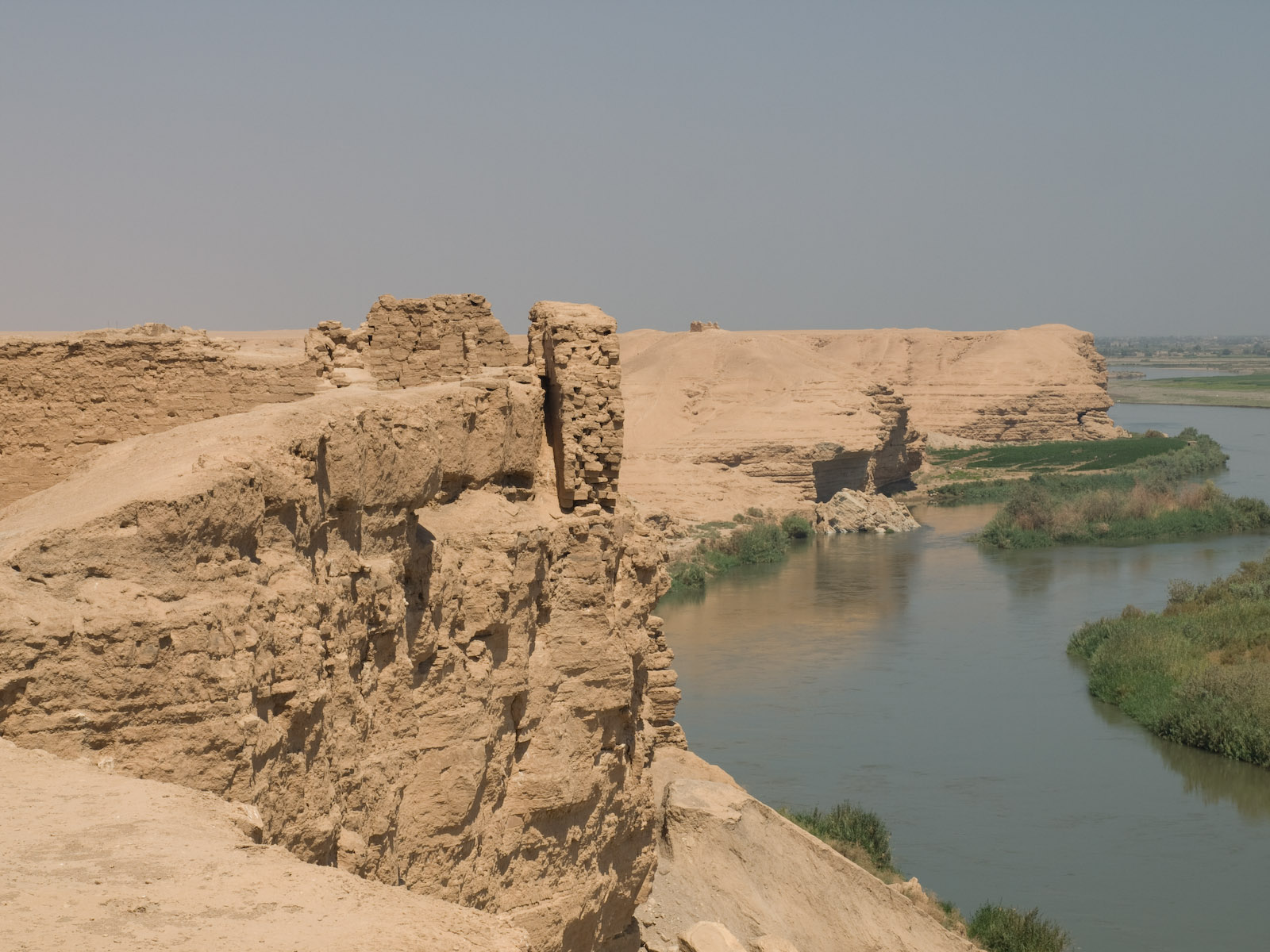
Vue sur l'Euphrate
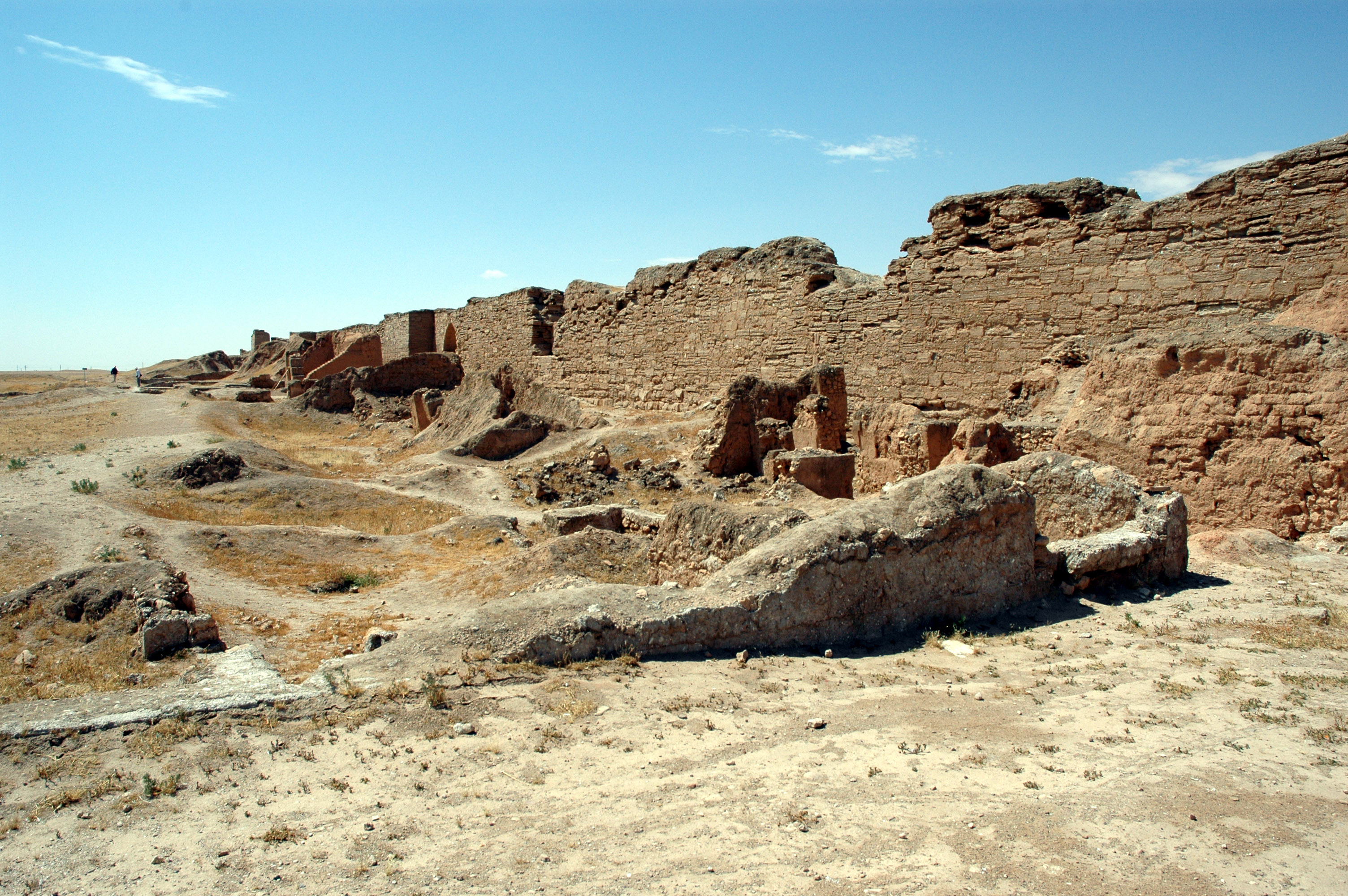
Mur d'enceinte
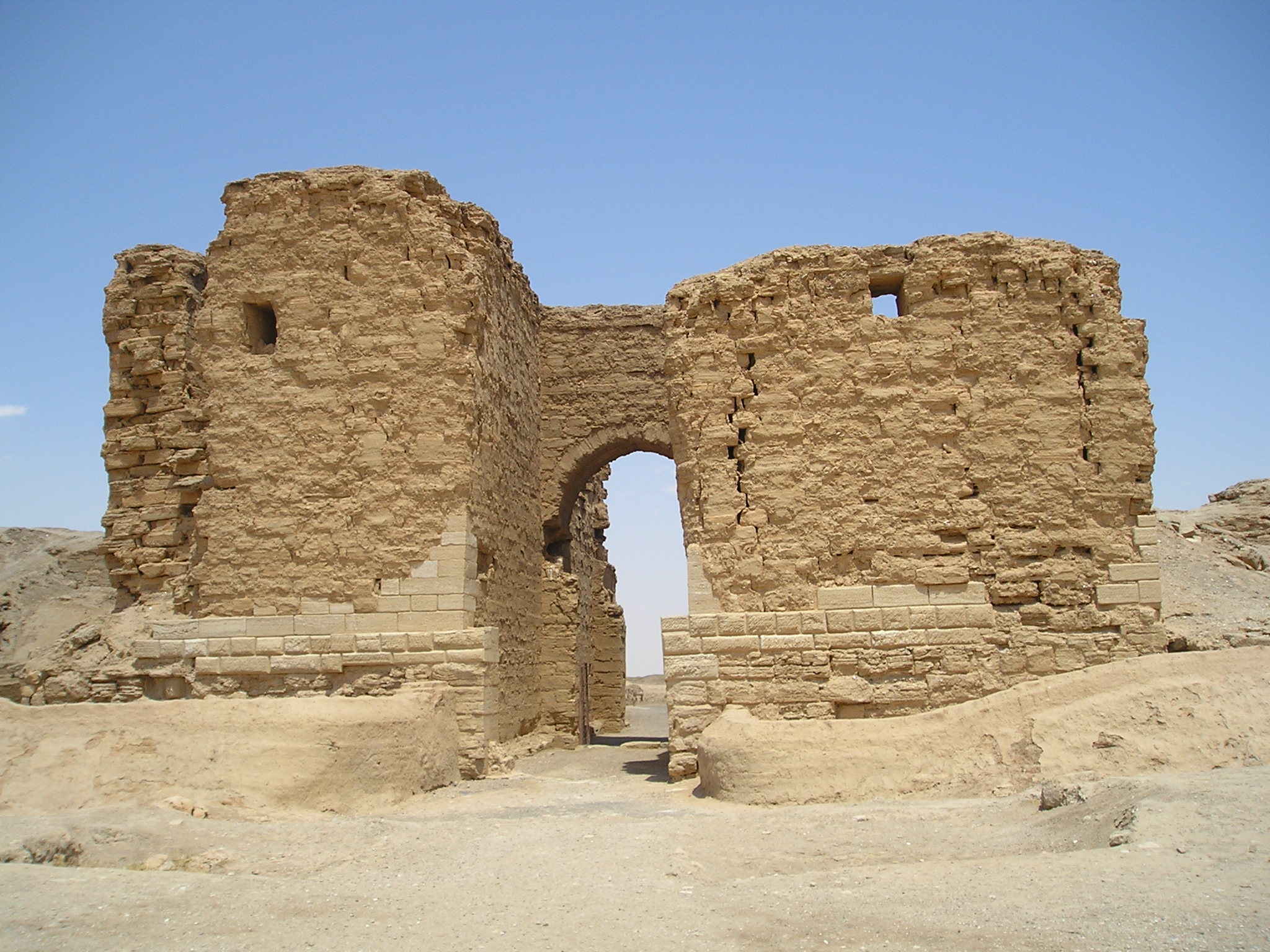
Porte de Palmyre
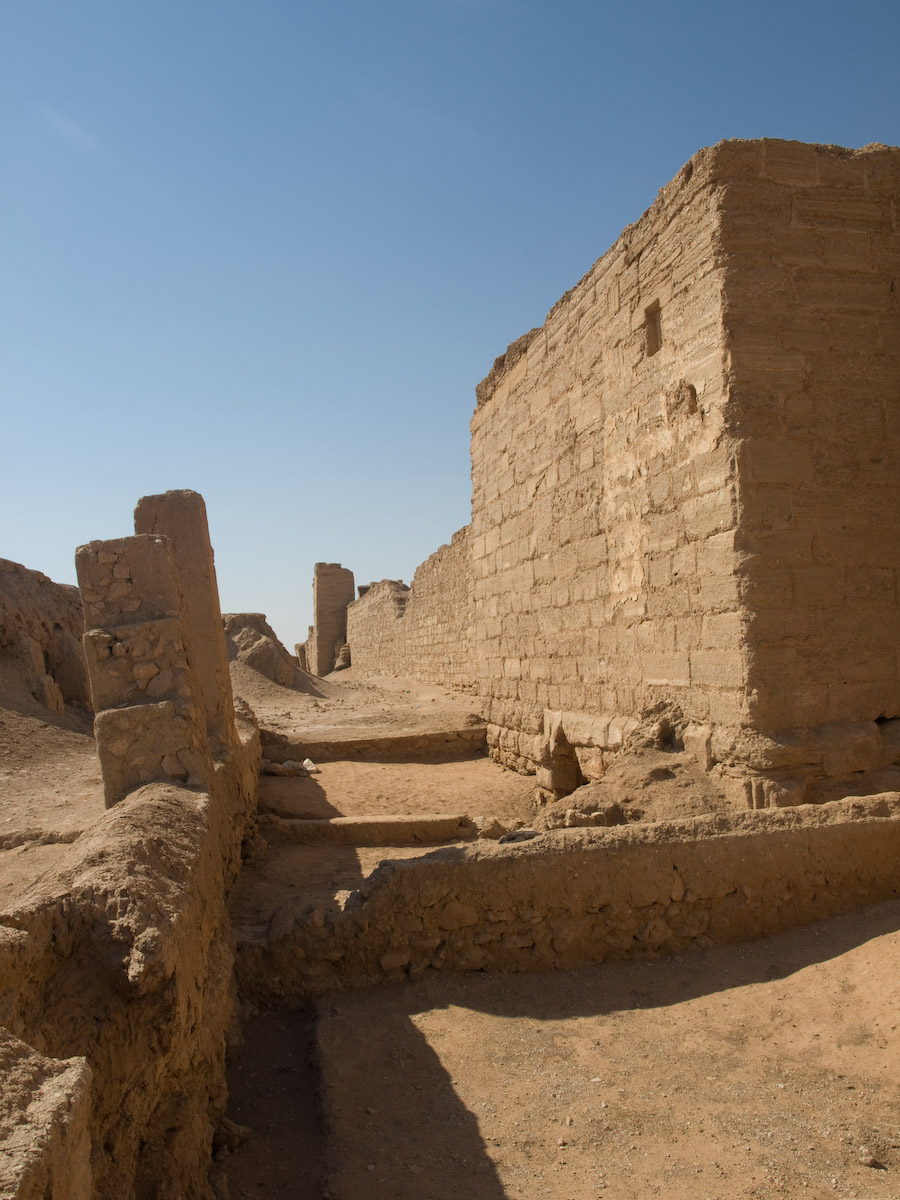
Rue longeant le mur d'enceinte
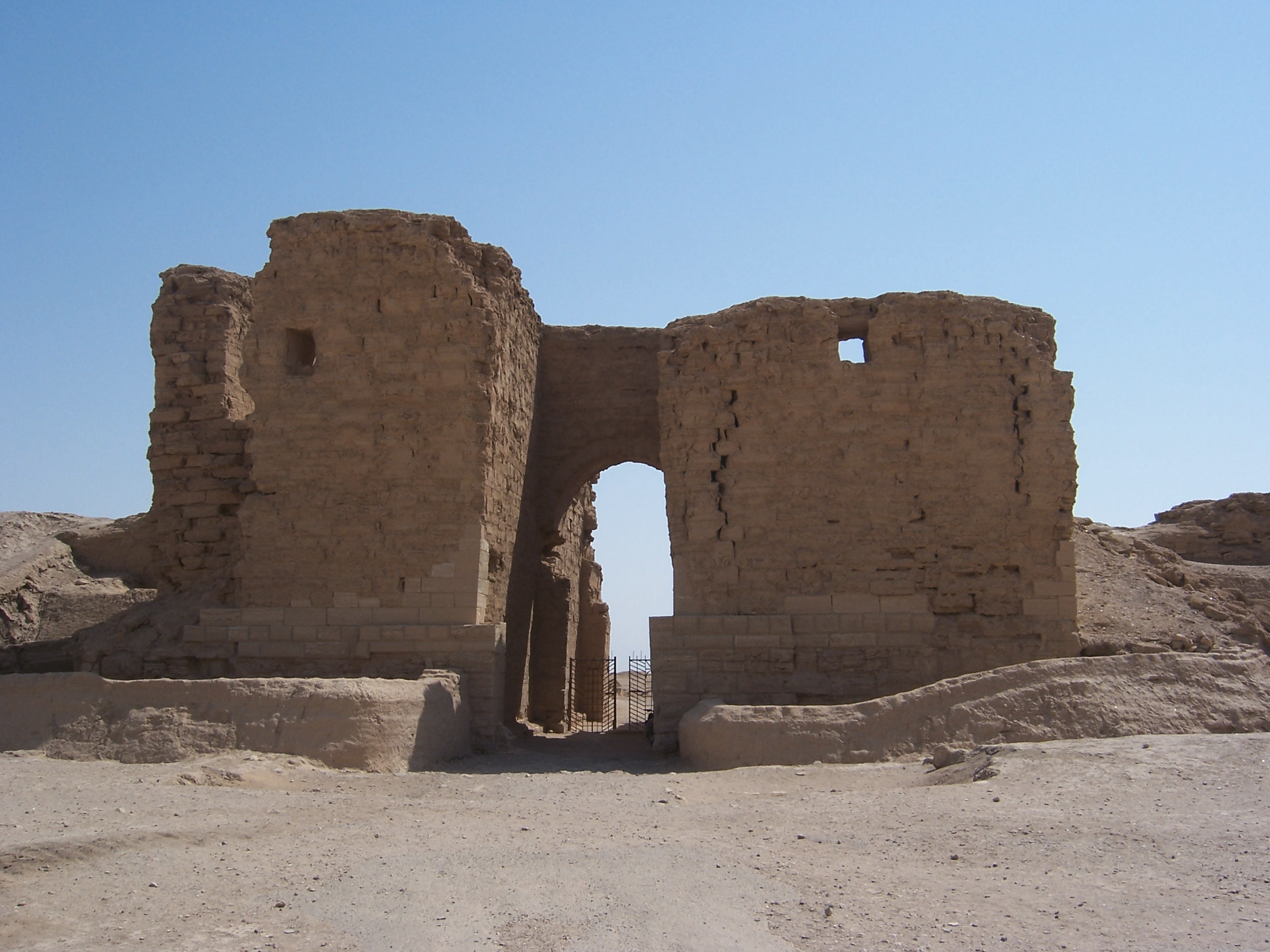
Forteresse
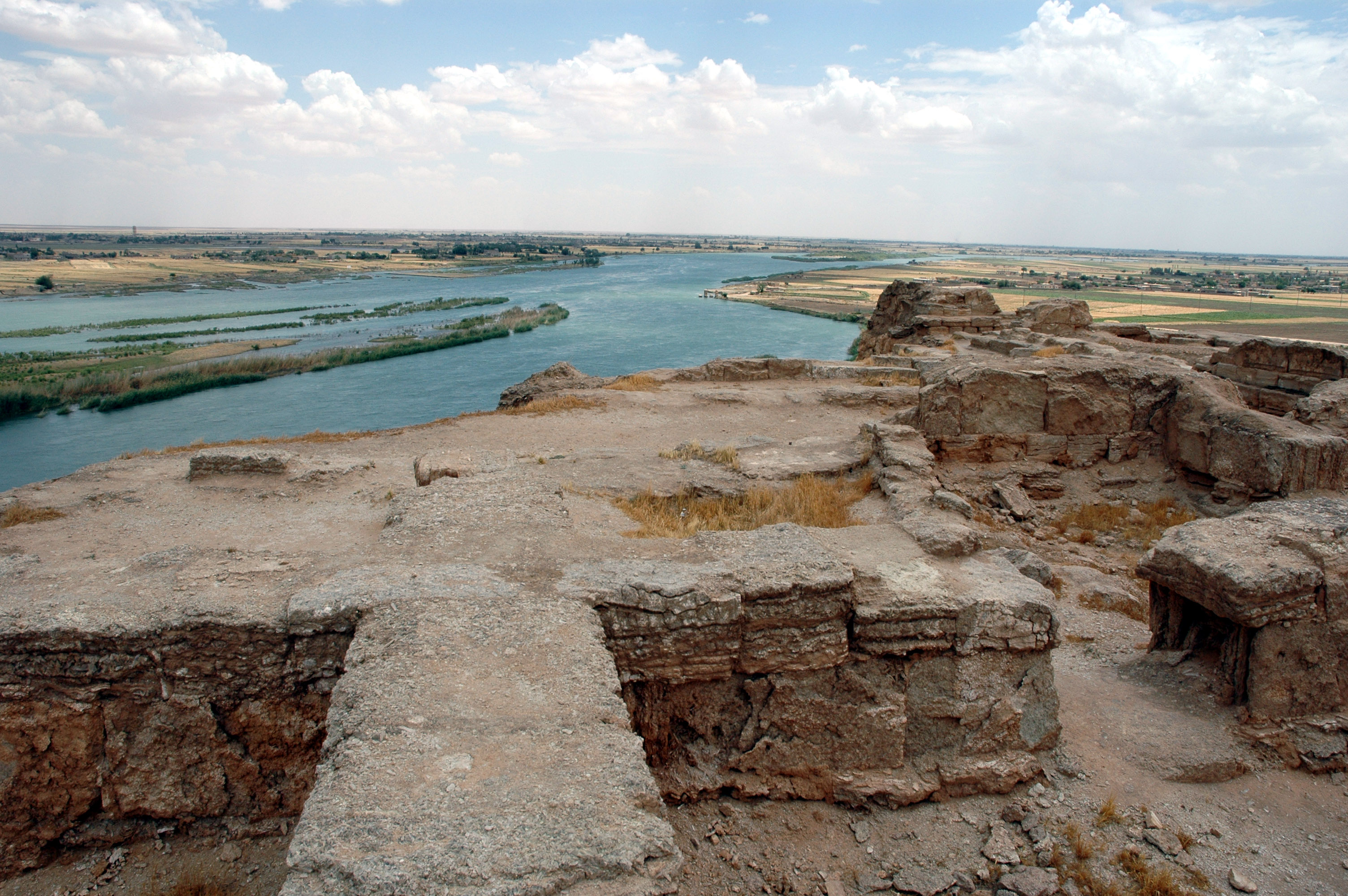
Panorama depuis la forteresse
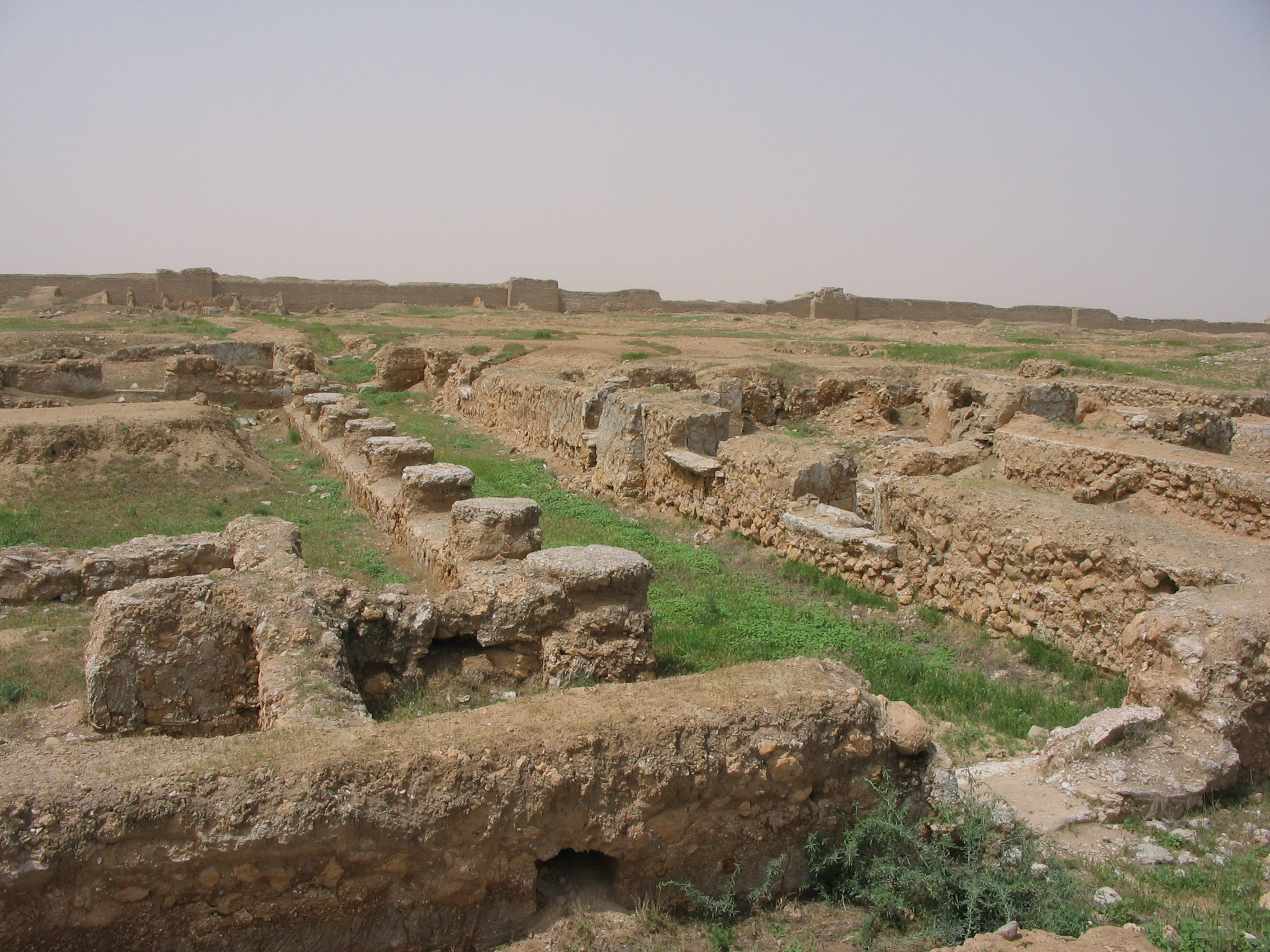
Ilots
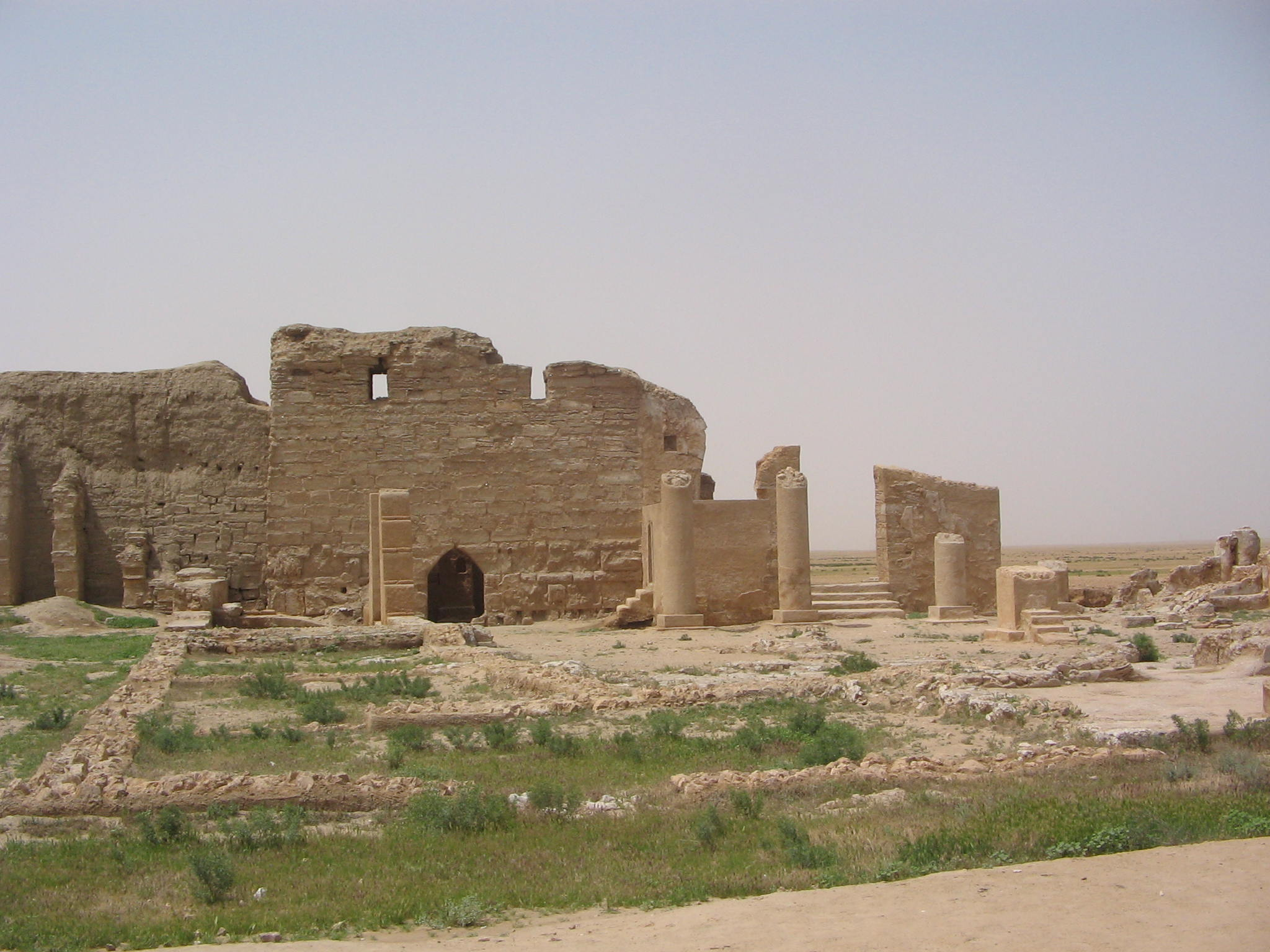
Temple de Baal
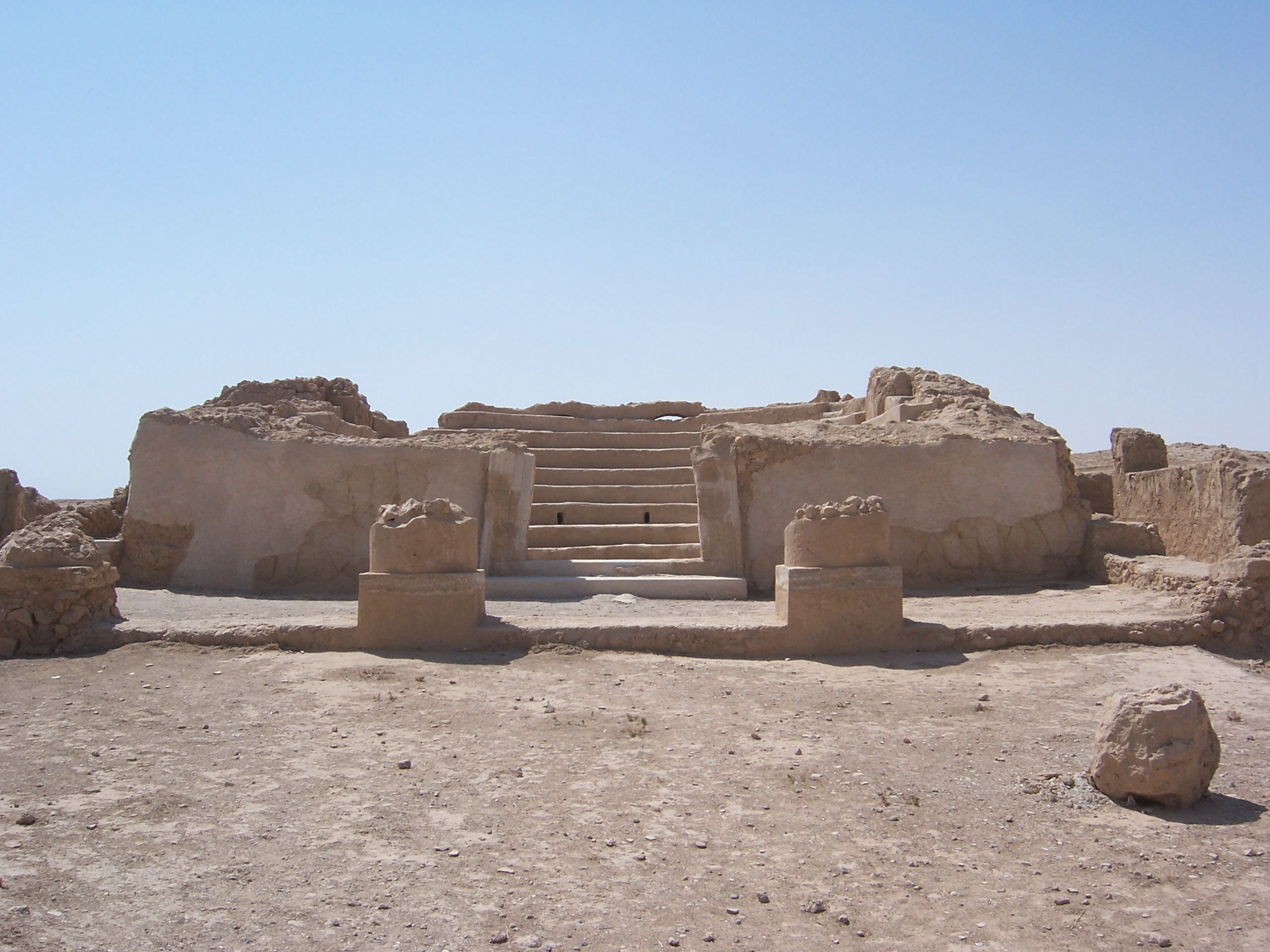
Temple d'Artémis
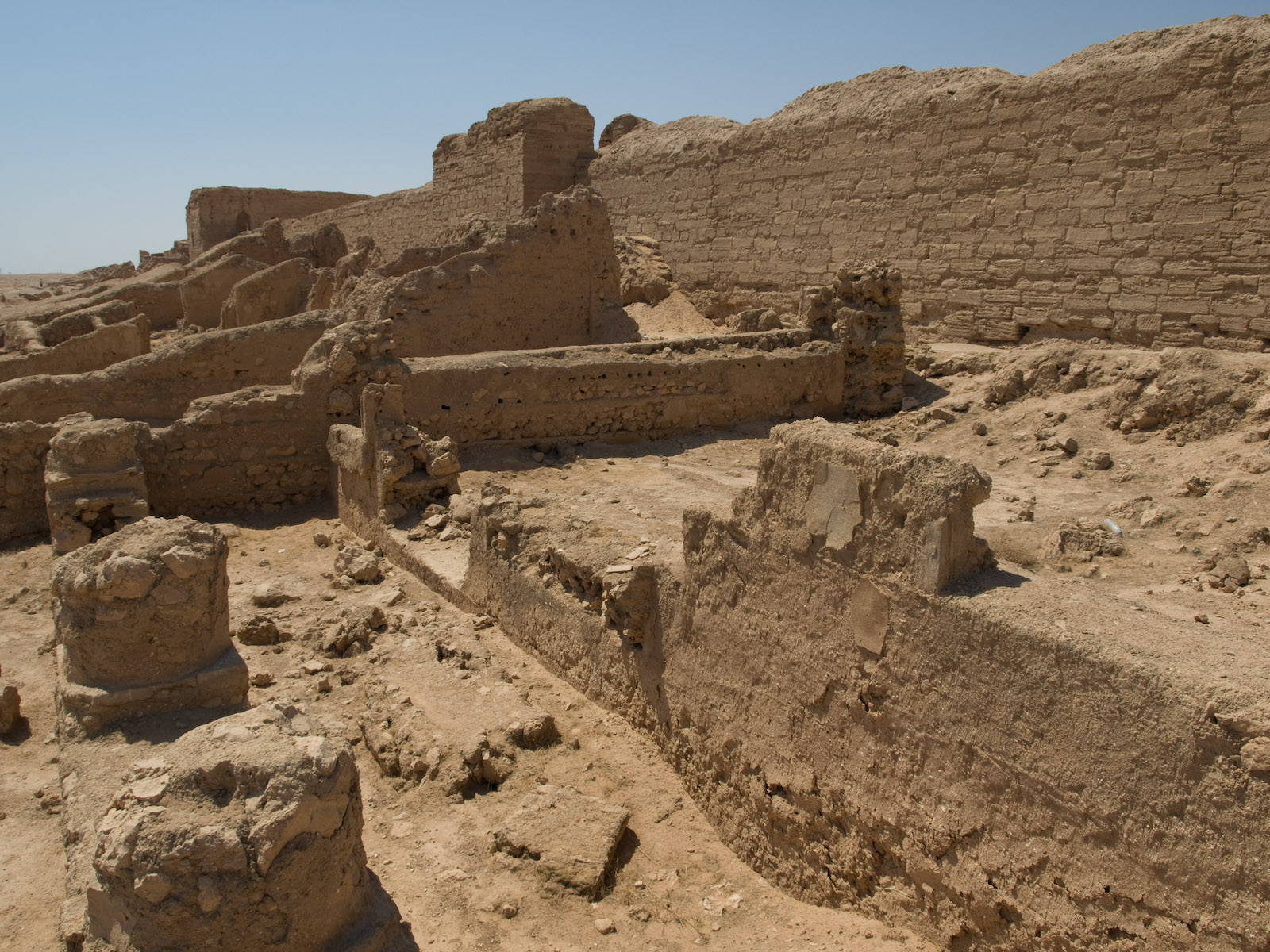
Synagogue

### Arts

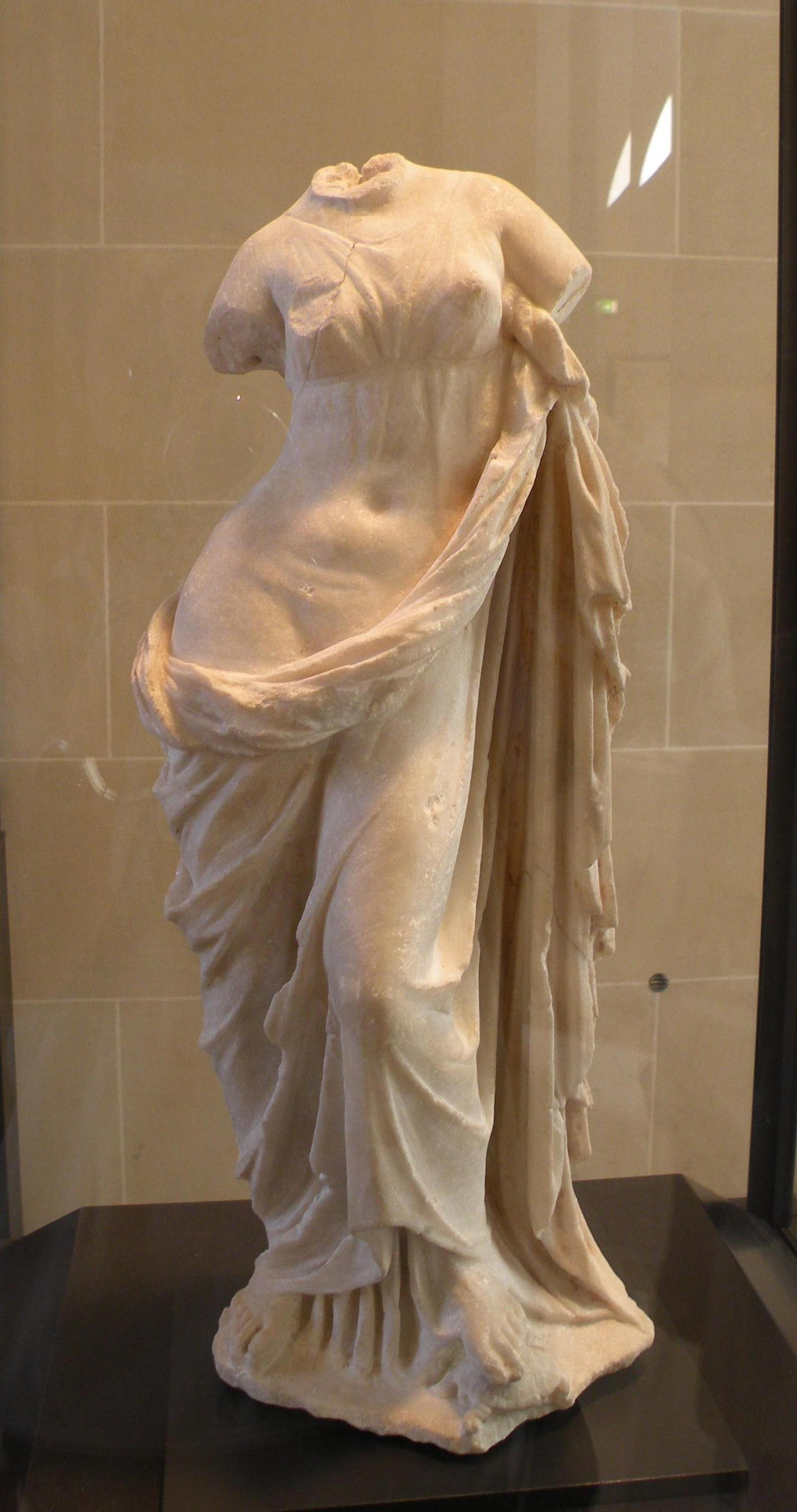
Aphrodite à la tortue
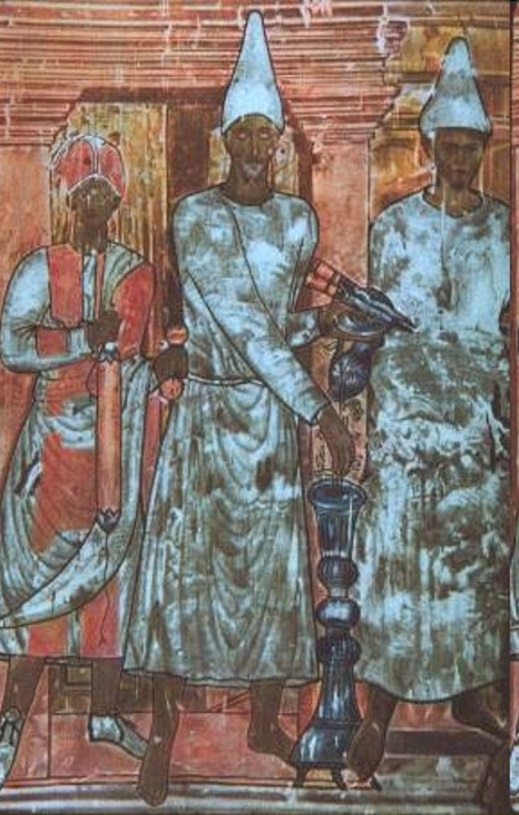
Fresque du temple de Baal
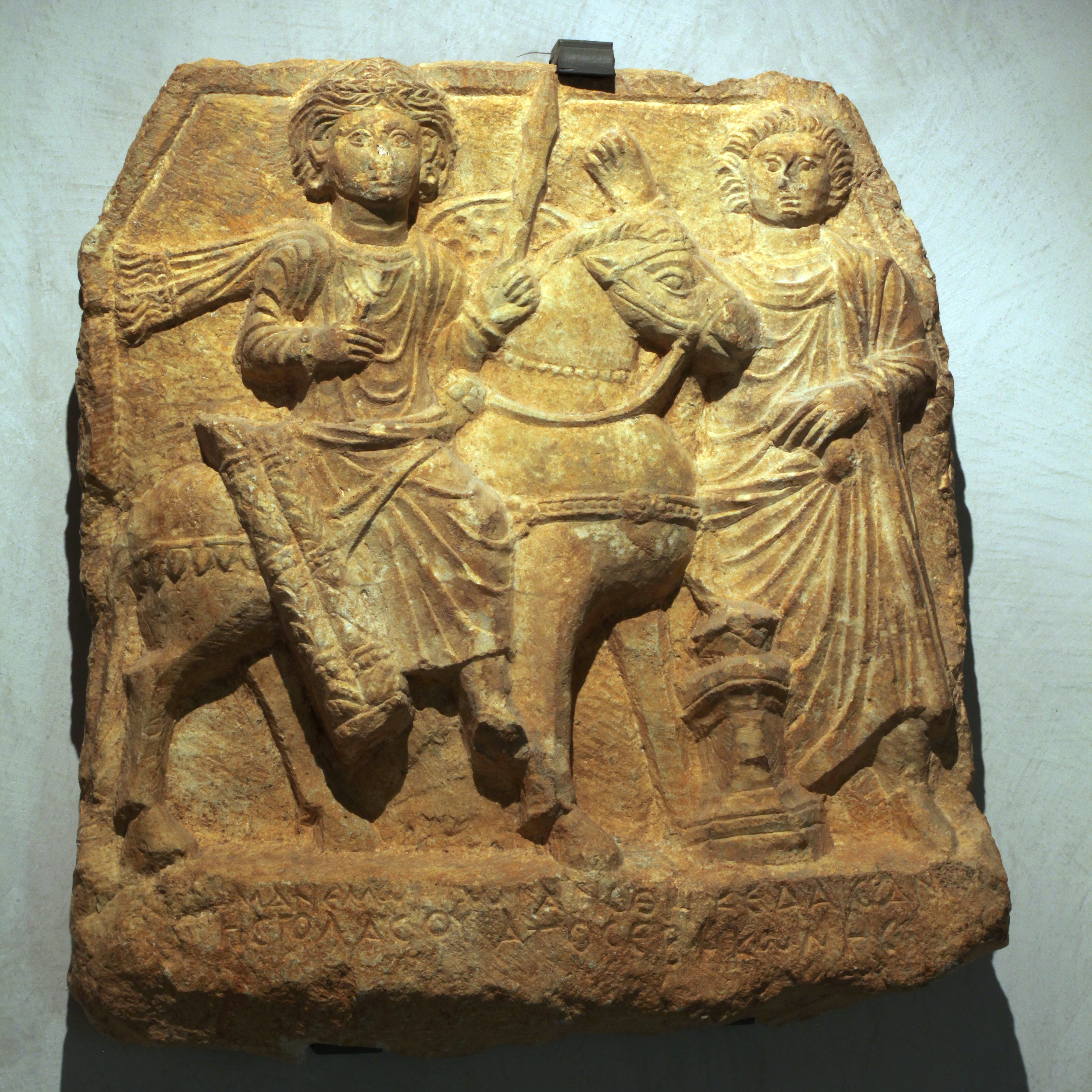
Bas-relief dédié au dieu cavalier Manénos
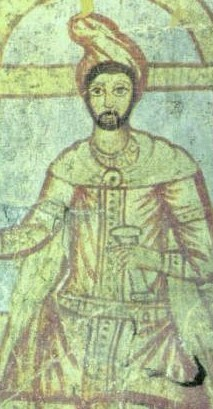
Père du culte de Mithra
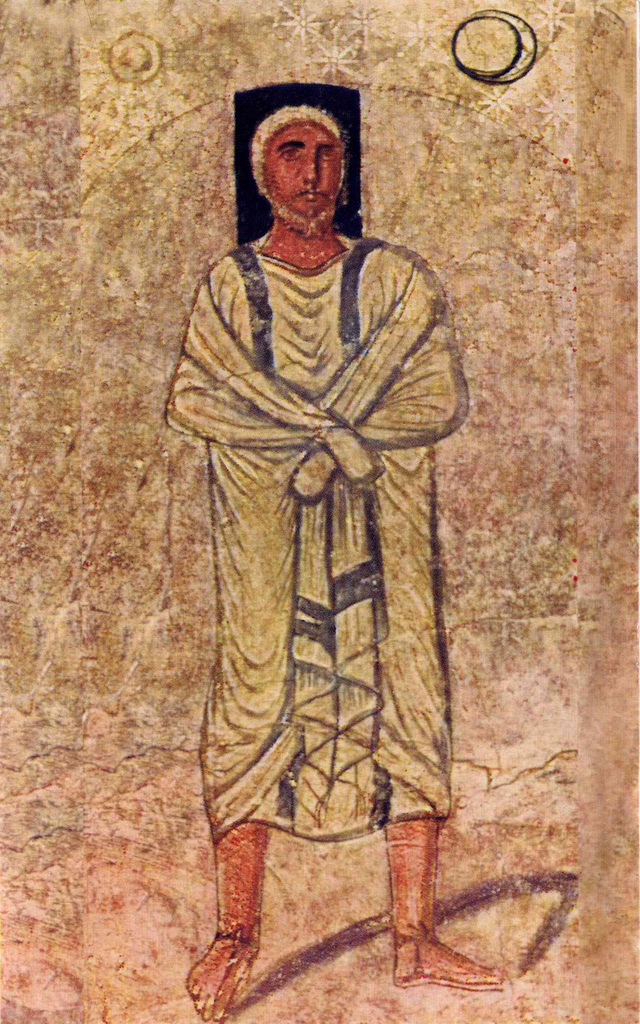
Fresque de la synagogue
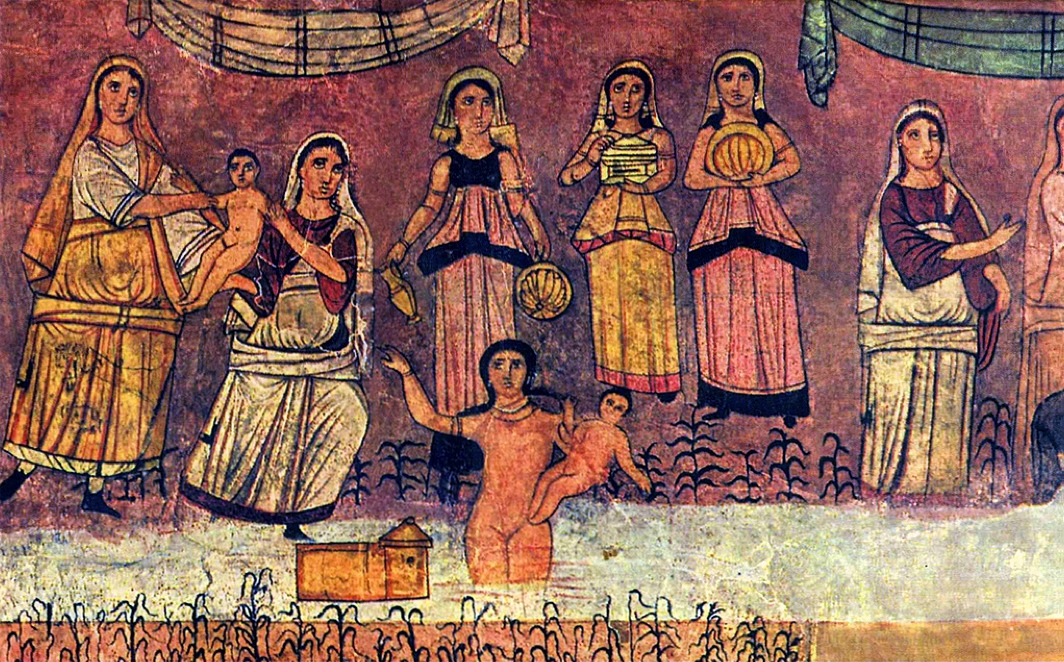
Fresque de la synagogue
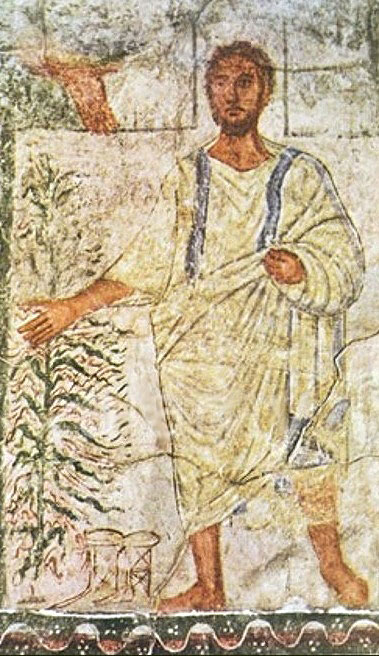
Moïse
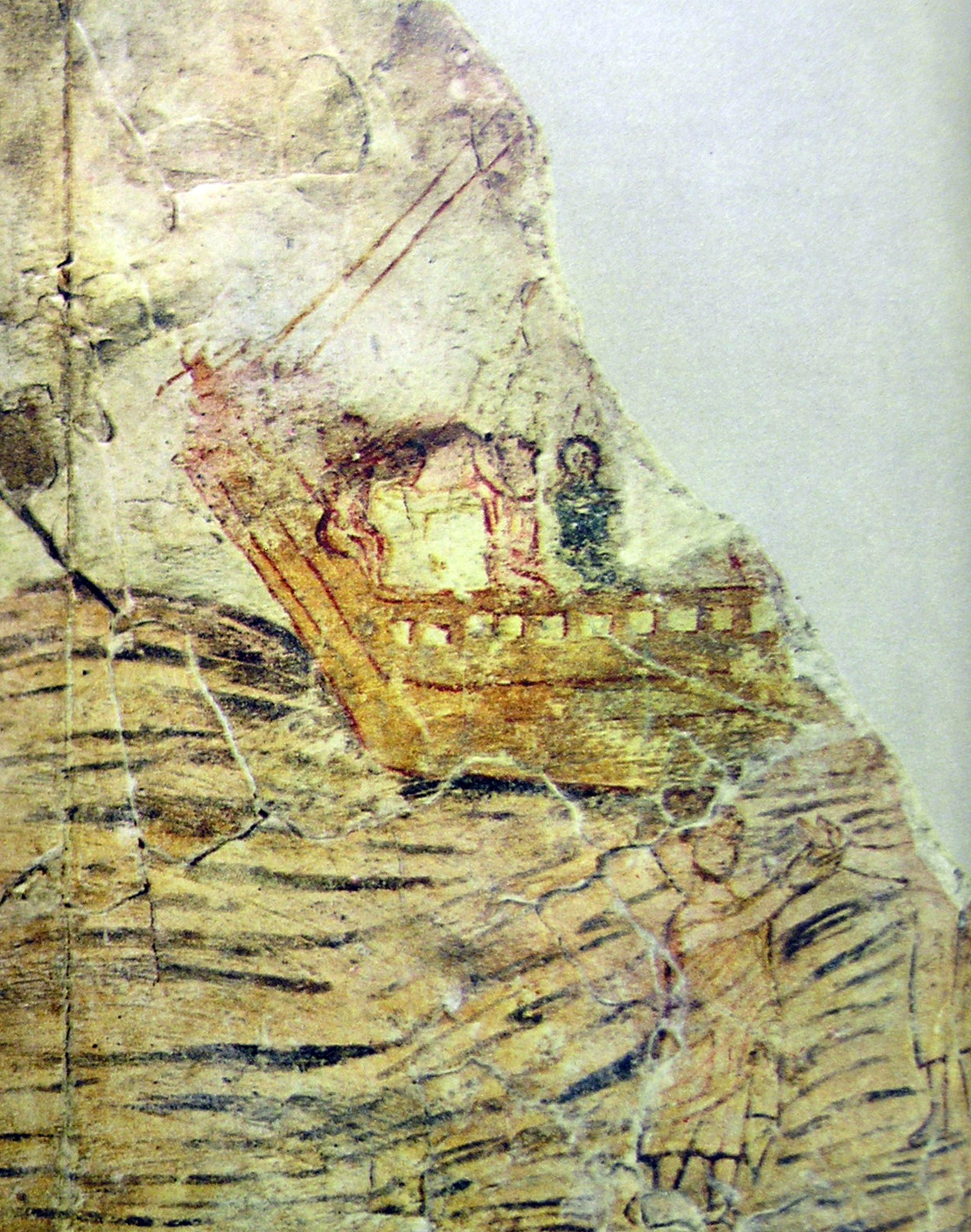
Fresque de la domus ecclesiae
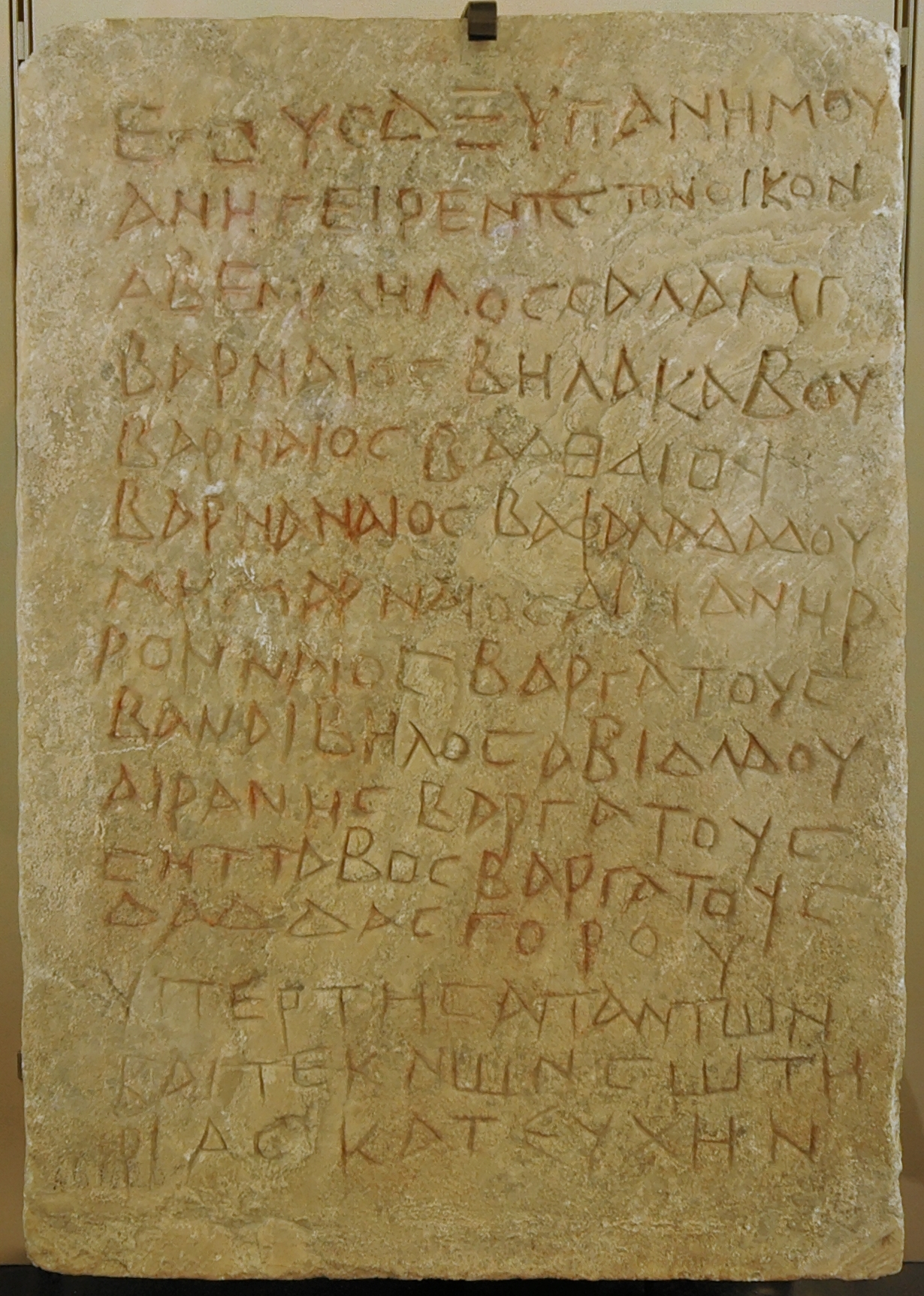
Inscription en grec
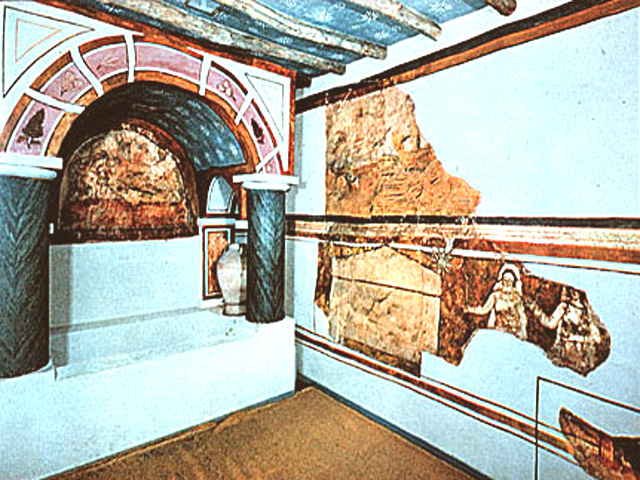
Vue d'ensemble du baptistère de Doura Europos, reconstituée par l'Université de Yale